# Criteria van Kopenhagen
De criteria van Kopenhagen zijn een aantal voorwaarden waaraan niet-EU-landen volgens de Europese Raad in ieder geval moeten voldoen om in aanmerking te komen voor lidmaatschap van de Europese Unie.
In juni 1993 zijn deze eisen concreet vastgelegd door de Europese Raad in Kopenhagen. Aanleiding was de omwenteling in Oost-Europa. Daardoor was te verwachten dat vele jonge democratieën met een sterk verouderde economische structuur het EU-lidmaatschap zouden aanvragen. De toetredingscriteria zijn bij de Europese Raad van december 1995 in Madrid aangevuld, maar heten nog steeds de criteria van Kopenhagen.
Volgens deze zes criteria moet een kandidaat-lidstaat: 
- over stabiele instellingen beschikken;
- de democratische principes respecteren;
- de mensenrechten respecteren en de rechten van de minderheden;
- een functionerende markteconomie hebben die bestand is tegen de concurrentie van de interne markt;
- het acquis communautaire overnemen en toepassen in eigen land;
- een Europees land zijn.

Het laatste criterium is toegevoegd omdat Marokko in de jaren 80 een aanvraag tot lidmaatschap wilde indienen. (Cyprus is geografisch gezien nochtans een Aziatisch eiland, Turkije ligt grotendeels in Azië en ook een aantal Griekse eilanden liggen in Azië. Ook liggen er delen van Spanje en Frankrijk in Afrika)
Naast deze juridische (zie met name art. 49 EU-Verdrag), economische en bestuurlijke criteria is toetreding tot de EU in de eerste plaats een politieke kwestie. Toetreding vereist de instemming van alle bestaande lidstaten.
Volgens het Verdrag tot vaststelling van een Grondwet voor Europa kan iedere Europese staat die de in dat verdrag genoemde waarden eerbiedigt, lid worden van de EU. Bovendien moet de kandidaat-lidstaat ook administratief en economisch in staat zijn om in de Unie te participeren. 
De Nederlandse regering heeft ervoor gepleit de Criteria van Kopenhagen in hun geheel op te nemen in de herziene versie van het Europees Verdrag.